# Thodiyoor
Thodiyoor es una ciudad censal situada en el distrito de Kollam en el estado de Kerala (India). Su población es de 25884 habitantes (2011). Se encuentra a 24 km de Kollam y a 86 km de Trivandrum.

## Demografía
Según el censo de 2011 la población de Thodiyoor era de 25884 habitantes, de los cuales 12333 eran hombres y 13551 eran mujeres. Thodiyoor tiene una tasa media de alfabetización del 92,80%, inferior a la media estatal del 94%: la alfabetización masculina es del 95,49%, y la alfabetización femenina del 90,39%.